# Камєшник (Архангельська область)
Камєшник (рос. Камешник) — присілок в Шенкурському районі Архангельської області Російської Федерації.
Населення становить 30 осіб. Входить до складу муніципального утворення Ровдинське муніципальне утворення.

## Історія
Від 1937 року належить до Архангельської області.
Від 2004 року належить до муніципального утворення Ровдинське муніципальне утворення.

## Населення
| 2002 | 2010 | 2012 |
| ---- | ---- | ---- |
| 60   | ↘26  | ↗30  |